# Gu Jun
Gu Jun (顾俊S, Gù JùnP; 3 gennaio 1975) è un'ex giocatrice di badminton cinese.
Ha vinto due medaglie olimpiche nel badminton, entrambe d'oro. In particolare ha conquistato la medaglia d'oro alle Olimpiadi di Atlanta 1996 nel torneo di doppio femminile e la medaglia d'oro alle Olimpiadi di Sydney 2000, anche in questo caso nel doppio femminile.
Tra gli altri trofei vinti, ha anche conquistato due medaglie d'oro ai campionati mondiali di badminton (1997 e 1999).